# Theo Bamberg
Tobias Leendert (Theo) Bamberg (Amsterdam, 15 juli 1875 – Chicago, 28 juni 1963) was een goochelaar die uit een Amsterdamse Joodse goochelaarsfamilie kwam en zich de naam Okito aanmat. Hij groeide uit tot een wereldberoemd artiest.

## Loopbaan

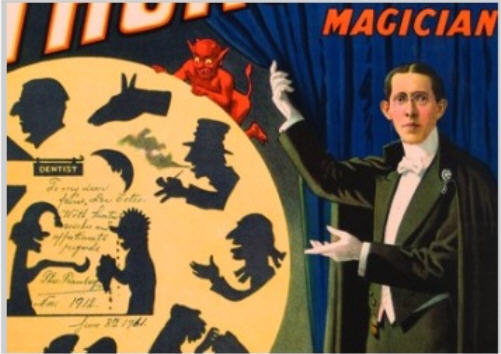
Gedeelte van het affiche Europe’s Greatest ‘Shadowist’, dat Theo Bamberg in 1908 toont

Bamberg kwam uit een familie waar veel telgen uit de vijf generaties voor hem de goochelkunst beheersten, te beginnen bij Eliazer D. (Leendert) Bamberg (ca. 1748-1826). Hij was zoon van Judic Delden en ‘Papa’ David Tobias Bamberg, wonende aan de Nieuwe Amstelstraat. Vader, die zichzelf hofmechanicus noemde, genoot een goede reputatie aan het Nederlandse Hof, waardoor hij al snel in aanraking kwam met leden van het Koninklijk Huis en de Nederlandse elite. De jonge Bamberg trad al op zijn elfde voor het eerst op, samen met zijn vader en ter gelegenheid van de verjaardag van prinses Wilhelmina. Op zijn 17e ging hij zelfstandig werken als handschaduwbeelden-kunstenaar en met zijn tweeëneenhalf uur durende show trad hij na enige jaren in zowel Nederland als in België op.
Al vroeg realiseerde hij zich dat zijn succes verder lag dan in het kleine Nederland, waardoor hij begon met een Japanse act. Een door een ongeluk bij het zwemmen opgelopen zware doofheid vormde echter geen bezwaar voor zijn optredens. Hij mat zichzelf de naam Okito (anagram van Tokio) aan, dat goochelaar of wonderdoener betekent. Deze naam gaf hem een steeds grotere reputatie, waarbij hij door heel Europa reisde met een uitgebreidere act door toevoeging van komiek met zwart geschminkt gezicht, genaamd Okito & Polising. In 1900 trad hij met de act Le Japonais Mysterieux samen op met een jongeman, Howard Thurston, in het Theatre des Folies Marign in Parijs. Thurston groeide later uit tot een van Amerika's grootste goochelaars. Door toevoeging van drie assistenten en het geheel een Chinees karakter te geven, ontwikkelde hij daarna een nieuwe act. Hij trad daarmee op in Engeland in de periode 1902-1904 met als hoogtepunt een optreden voor de Prins van Wales (de latere koning Edward VII) die in gezelschap was van de Sjah van Perzië.
In 1908 vertrok hij naar de Verenigde Staten, sloot daar een contract met het Orpheum Circuit en maakte een tour dwars door het land. Hij maakte kennis met bekendheden zoals Thomas Edison en Arthur Conan Doyle. In 1909 vermoeide hem het reizen en hij vestigde zich op de New Yorkse Broadway met het winkelbedrijf Bamberg Magic & Novelty Co. Het werd geen succes. Met een nieuwe act reisde hij door de VS en Canada en begon weer een winkelbedrijf in apparatuur voor amateur illusionisten die nu wel succes opleverde en tot 1919 bleef bestaan. Dat jaar zette hij een Chinese act op, waarmee hij met groot succes door Zuid-Amerika, Afrika, India, Egypte, China, Thailand (Siam) en het Verre Oosten trok.
Na de Eerste Wereldoorlog trad hij op in het Wintergarten en het Scala in Berlijn. Zijn reputatie in Amerika als uitvinder, bouwer, ontwerper, schilder en exclusieve apparaten voor de illusies resulteerde in 2000 kilo bagage voor de acts. Hij was daardoor in staat de meest exclusieve shows uit te voeren als de meest kostbare illusionisten-shows ter wereld. Na een aantal jaren trok hij weer door Europa naar Parijs, Boedapest en Wenen. Omdat de sfeer in Wenen hem te grimmig werd, vertrok hij met zijn gezin in 1932 naar Nederland en stak zijn geld in de aankoop van huizen en ondernemingen. In Rijswijk liet hij in 1936 de villa 'Pagode' bouwen aan de Vliet. In de villa bood hij onderdak aan uit Oostenrijk gevluchte joden. Toen Nederland met de Tweede Wereldoorlog werd geconfronteerd, vluchtte hij op aandringen van zijn zoon Donald op 12 mei 1940 samen met zijn echtgenote naar West-Indië met achterlating van al zijn in 14 kisten verpakte attributen. Deze werden grotendeels vernietigd. Hij trok verder naar Venezuela, waar hij zich aansloot bij zijn zoon David die optrad onder de artiestennaam Fu Manchu. Samen met hem maakte hij een tournee in Mexico en diverse staten in Zuid-Amerika. Daarna vertrok hij naar de Verenigde Staten en vestigde zich in Chicago, waar hij zich terugtrok, maar nog een fabriek voor goochelaarsartikelen aanvoerde en correspondentie voerde met goochelaars over de hele wereld. Hij had ook de Amerikaanse nationaliteit. Hij overleed daar aan een slopende ziekte.
Hij was de eerste in de wereld van het illusionisme die een object kon laten zweven, de basis van alle trucs om voorwerpen, zoals een zwevende gloeilamp, bal of tafel, door de lucht te laten bewegen. Enkele van zijn trucs zijn naderhand ook uitgevoerd door David Copperfield en Hans Klok.

## Privé
In 1903 trouwde hij met de Britse Lillian Maud Poole. Uit dit huwelijk werden zijn zoons David Bamberg (1904-1974) en Donald Bamberg (1920-2013) en dochter Theodora Julianna geboren. Zijn oudste zoon trad als Fu Manchu in de voetsporen van zijn vader.

## Eerbetoon
De naam Okito wordt ook gebruikt door de Broederschap van Goochelaars, die is aangesloten bij de "Nederlandse Magische Unie". Amsterdam kent sinds 1959 het Bamberghof in de artiestenwijk in Osdorp, vernoemd naar het artiestengeslacht Bamberg, maar met name naar David Bamberg (1787-1858) en Eduard Bamberg (1816-1900).